# Линден, Александр Егорович
Александр Егорович Линден (1780—1833) — генерал-майор, участник Наполеоновских войн, генерал-кригскомиссар, член совета военного министра.

## Биография
Родился в 1780 году.
Образование получил в Императорском Московском университете. В службу вступил 28 марта 1807 года пятидесятником в Московский батальон милиции.
В следующем году произведён в прапорщики и переведён в 23-й егерский полк. В 1809 году находился в экспедиции на Кавказе, 17—18 августа участвовал в сражениях против персидских войск и отличился в деле у Караван-Сарая. В 1810 году произведён в подпоручики; в 1812 году — в поручики и назначен старшим адъютантом сначала при начальнике 6-го отдельного корпуса генерале Эссене 1-м, а с началом Отечественной войны переведён на ту же должность в Западную армию. По соединении же обеих армий, поступил старшим адютантом к фельдмаршалу Кутузову. В течение кампании находился в сражениях при Салтановке, под Смоленском, под Бородином и принимал участие во многих арьергардных делах графа Милорадовича. За отличия произведён в штабс-капитаны и капитаны.
Когда русская армия в начале 1813 года перешла границу, Линден поступил в состав главного дежурства при армии фельдмаршала Барклая-де-Толли; участвовал в делах под Люцепом, Бауценом, Дрезденом, Кульмом и в Битве народов под Лейпцигом. За Люценское сражение он получил орден св. Владимира 4-й степени, а за Кульмское — произведён в майоры. По переходе на французскую территорию сражался при Арси-сюр-Обе, Фершампенуазе и за отличие при взятии Парижа пожалован чином подполковника, после чего вместе с другими войсками возвратился обратно в Россию.
В 1815 году участвовал во вторичном походе за Рейн, по случаю появления во Франции Наполеона, бежавшего с острова Эльбы, однако в делах участия не принимал.
По окончательном низложении Наполеона и умиротворении Европы, Линден ещё несколько лет продолжал состоять при штабе армии, но в 1818 году был произведён в полковники, с назначением батальонным командиром в 23-м егерском полку, а вслед затем, 5 августа, получил и должность полкового командира 33-го егерского полка. С 23 февраля по 23 июля 1820 года командовал Малороссийским гренадерским полком; потом назначен исправляющим должность начальника штаба 4-го пехотного корпуса и через два года утверждён в должности.
С 1823 года состоял при главной квартире 1-й армии, в 1826 году переведён в свиту Его Величества по квартирмейстерской части (будущий Генеральный штаб); 25 июня 1827 года произведён в генерал-майоры. 24 сентября того же года состоялось назначение его управляющим комиссариатским департаментом военного министерства, а через четырнадцать месяцев назначен генерал-кригс-комиссаром и вошёл в число членов совета военного министра. Состоя в этой должности, Линден неоднократно был удостоен Высочайшей благодарности и благодарности военного министра за успешное снабжение и обмундирование войск.
10 апреля 1832 года Линден был уволен от должности, с зачислением по армии.
Скончался в 1833 году и 31 мая был исключён из списков умершим.

## Награды
Среди прочих наград Линден имел ордена
- Орден Святого Владимира 3-й степени
- Орден Святой Анны 2-й степени
- Орден Святой Анны 1-й степени с императорской короной (1828 год)
- Орден Святого Владимира 2-й степени (1829 год)
- Орден Святого Георгия 4-й степени (16 декабря 1831 года, за беспорочную выслугу 25 лет в офицерских чинах, № 4550 по кавалерскому списку Григоровича — Степанова)